# Alfonso Alamar
Alfonso Alamar Coves (fallecido en 1973) fue un historietista y pintor español.

## Biografía
Alamar inició su carrera como historietista en "Niños" y "Flechas y Pelayos".
Tras la guerra, se integró en la Editorial Valenciana, donde desarrolló la mayor parte de su trabajo.

## Obra
| Años | Título                         | Guionista | Tipo            | Publicación |
| ---- | ------------------------------ | --------- | --------------- | ----------- |
| 1946 | Totolín, pajecillo aventurero  | Alamar    | Serial          | Lerso       |
| 1950 | El Jinete Fantasma Cómico      | Amorós    | Serial          | Grafidea    |
| 1951 | Camelancia y sus cosas         | Alamar    | Serie           | Jaimito     |
| 1951 | Pequeñas Tragedias             |           | Serie colectiva | S.O.S.      |
| 1952 | Los Herederos                  | Alamar    | Serie           | Jaimito     |
| 1952 | Pildorón y Tontaina            | Alamar    | Serie           | Mariló      |
| 1952 | La Pandilla del Terror         | Alamar    | Serie           | Jaimito     |
| 195- | Kuki, el Explorador            | Alamar    | Serie           | Jaimito     |
| 1957 | Pieduro, futbolista del futuro | Alamar    | Serie           | Jaimito     |
| 1963 | Tadeo Zurrapa                  | Alamar    | Serie           | Jaimito     |